# Херсон: война без фейков
«Херсон: война без фейков» (с октября 2024 года — «ХЕРСОН: Non fake») — украинский Telegram-канал, освещающий события в Херсонской области.  

## Общая информация

### История
Канал был создан 2 марта 2022 года под названием «Херсон: Война без фейков». Издание освещало события Херсона и юга Украины во время полномасштабного вторжения РФ в Украину.
В июле 2023 года "Херсон: Война без фейков" показал уровень доверия в общине 57% по результатам социологического исследования, проведенного БО "Фонд громады города Херсон "Защита" в рамках Программы содействия общественной активности "Присоединяйся!", финансируемой Агентством США по международному развитию (USAID).
В сентябре 2024 года «Херсон: Война без фейков» стал вторым по популярности телеграм-каналом в Херсоне, с которого получали новости 64 % опрошенных, проживающих на момент исследования в городе.
В октябре 2024 года канал был переименован в «ХЕРСОН: Non fake». С начала полномасштабного вторжения канал публикует фото- и видеоматериалы подписчиков с мест событий. .

### Основатели и владельцы
Согласно открытым данным, основателями канала «Херсон: Война без фейков» являются Рыженко Захар Александрович (более известный как Фейк, Одмен) и Рыженко Константин Александрович.

## Информационная политика
Издание освещало события города без цензуры чувствительных материалов. С первых дней вторжения канал начал публиковать фото и видео с мест обстрелов, которые впоследствии подверглись цензуре. В 2023 году канал начал цитировать международные и общеукраинские новости, часто ссылаясь на жёлтую прессу или недостоверные источники, которые впоследствии опровергались.

### Критика
Канал критикуют за резкую критику местной власти и государственных органов, проведение информационно-психологических операций (ИПСО) и манипулирование общественным мнением.
В 2023 году Константин и Захар Рыженко на канале «Херсон: Война без фейков» инициировали сбор подписей за отставку руководителей местных администраций. Петиция набрала необходимое количество голосов и была рассмотрена Кабинетом Министров Украины, но не удовлетворена из-за отсутствия оснований для увольнения должностных лиц.
Издание "Институт массовой информации" критикует «Херсон: Война без фейков» за переписывание новостей местных или всеукраинских медиа, манипулятивный стиль публикаций, оскорбления и предвзятость к представителям других медиа.